# 紀元前635年
紀元前635年（きげんぜん635ねん）は、西暦（ローマ暦）による年。紀元前1世紀の共和政ローマ末期以降の古代ローマにおいては、ローマ建国紀元119年として知られていた。紀年法として西暦（キリスト紀元）がヨーロッパで広く普及した中世時代初期以降、この年は紀元前635年と表記されるのが一般的となった。

## 他の紀年法
- 干支 : 丙戌
- 日本
  - 皇紀26年
  - 神武天皇26年
- 中国
  - 周 - 襄王17年
  - 魯 - 僖公25年
  - 斉 - 孝公8年
  - 晋 - 文公2年
  - 秦 - 穆公25年
  - 楚 - 成王37年
  - 宋 - 成公2年
  - 衛 - 文公25年
  - 陳 - 穆公13年
  - 蔡 - 荘侯11年
  - 曹 - 共公18年
  - 鄭 - 文公38年
  - 燕 - 襄公23年
- 朝鮮
  - 檀紀1699年
- ユダヤ暦 : 3126年 - 3127年

## できごと

### 中国
- 衛が邢を攻め滅ぼした。
- 晋の文公が周の王子帯を捕らえて殺害し、襄王の帰国を援助した。
- 秦と晋が鄀を攻撃した。楚の鬬克と屈禦寇（中国語版）が申と息の軍を率いて商密を守った。
- 楚の成得臣が陳を包囲し、頓子を頓に送り込んだ。
- 晋の文公が原を包囲したが、原が屈しなかったので撤退した。1舎退くと原は降伏した。
- 衛の仲介で魯と莒が講和し、洮で盟を交わした。

## 死去
- 衛の文公